# 30-я лыжная бригада Карельского фронта
Не следует путать с 30-й лыжной бригадой Центрального фронта
30-я лыжная бригада — стрелковое соединение РККА ВС СССР, в Великой Отечественной войне.

## История
Бригада сформирована в составе 19-й армии 27 февраля 1944 года как 7-я лыжная бригада 19-й армии, а 8 марта 1944 года переименована в 30-ю лыжную бригаду.
После сформирования соединение стрелков находилось в резерве армии, а в июне 1944 года приняло участие в Свирско-Петрозаводской операции. По окончании операции осталась на обороне достигнутых рубежей в районе Лоймолы.
15 ноября 1944 года лыжная бригада № 30 была расформирована, её личный состав отправлен на доукомплектование других формирований Красной Армии ВС Союза ССР.

## Состав
- управление
- 1-й стрелковый батальон
- 2-й стрелковый батальон
- 3-й стрелковый батальон
- артиллерийский дивизион

## В составе
| Дата            | Фронт (округ)    | Армия      | Корпус                              | Примечания |
| --------------- | ---------------- | ---------- | ----------------------------------- | ---------- |
| 01.04.1944 года | Карельский фронт | 19-я армия | 127-й лёгкий горнострелковый корпус | -          |
| 01.05.1944 года | Карельский фронт | 19-я армия | 127-й лёгкий горнострелковый корпус | -          |
| 01.06.1944 года | Карельский фронт | 19-я армия | 127-й лёгкий горнострелковый корпус | -          |
| 01.07.1944 года | Карельский фронт | 7-я армия  | 127-й лёгкий горнострелковый корпус | -          |
| 01.08.1944 года | Карельский фронт | 7-я армия  | 127-й лёгкий горнострелковый корпус | -          |
| 01.09.1944 года | Карельский фронт | 7-я армия  | -                                   | -          |
| 01.10.1944 года | Карельский фронт | 7-я армия  | -                                   | -          |
| 01.11.1944 года | Карельский фронт | -          | -                                   | -          |

## Командиры
- 1943 года — июль 1944 года, полковник Вальтер Валли